# Спінор
Спінор — двокомпонентна математична конструкція, за допомогою якої описуються частинки з напівцілим спіном.
На відміну від скаляра, спінор має дві компоненти, одна з яких відповідає спіну 1/2, а інша спіну -1/2. Вони позначаються {\displaystyle \psi ^{1}\,} та {\displaystyle \psi ^{2}\,} і записуються в стовпчик
{\displaystyle \psi =\left({\begin{matrix}\psi ^{1}\\\psi ^{2}\end{matrix}}\right)}
Конструкція {\displaystyle \psi \,} називається спінором.
При повороті системи координат компоненти спінора зв'язані лінійним співвідношенням
{\displaystyle \psi ^{1\prime }=a\psi ^{1}+b\psi ^{2},\qquad \psi ^{2\prime }=c\psi ^{1}+d\psi ^{2}\qquad }
або
{\displaystyle \psi ={\hat {U}}\psi ,\qquad {\hat {U}}=\left({\begin{matrix}a&b\\c&d\end{matrix}}\right)}.
{\displaystyle {\hat {U}}} — матриця перетворення, а її елементи a, b, c, d — комплексні числа.
Білінійна форма {\displaystyle \psi ^{1}\varphi ^{2}-\psi ^{2}\varphi ^{1}}, де {\displaystyle \psi \,} та {\displaystyle \varphi } — два спінори, що перетворюються при повороті системи координат як:
{\displaystyle \psi ^{1\prime }\varphi ^{2\prime }-\psi ^{2\prime }\varphi ^{1\prime }=(ad-bc)(\psi ^{1}\varphi ^{2}-\psi ^{2}\varphi ^{1})},
тобто ця форма перетворюється сама в себе. Отже, детермінант матриці перетворення повинен дорівнювати одиниці
{\displaystyle \det {\hat {U}}=ad-bc=1}.
Додаткові умови на елементи матриці перетворення є наслідком того, що вираз
{\displaystyle \psi ^{1*}\psi ^{1}+\psi ^{2*}\psi ^{2}\,}
задає ймовірність перебування частинки в точці простору, тож повинна бути скаляром. Отже, перетворення {\displaystyle {\hat {U}}} повинно бути унітарним. Тоді
{\displaystyle a=d^{*},\qquad b=-c^{*}}.
Враховуючи всі ці співвідношення, серед чотирьох комплексних чисел a, b, c, d всього три незалежні дійсні змінні, якраз стільки, щоб ними можна було описати поворот в тривимірному просторі.
В релятивістській квантовій механіці, де окрім просторових поворотів враховуються також перетворення Лоренца використовуються складніші чотирикомпонентні конструкції — біспінори.

## Поворот навколо осі z
При повороті навколо осі z на кут {\displaystyle \phi } матриця перетворення задається формулою
{\displaystyle {\hat {U}}=e^{iS_{z}\phi /\hbar }},
де {\displaystyle S_{z}={\frac {1}{2}}\hbar \sigma _{z}} — z-ва складова оператора спіну, {\displaystyle \sigma _{z}} — матриця Паулі, {\displaystyle \hbar } — зведена стала Планка, {\displaystyle \phi \,} — кут повороту.
При дії цієї матриці на стан із спіном +1/2
{\displaystyle {\hat {U}}\left({\begin{matrix}1\\0\end{matrix}}\right)=e^{i\phi /2}\left({\begin{matrix}1\\0\end{matrix}}\right)}
Таким чином при повороті на кут {\displaystyle 2\pi } спінор міняє свій знак.